# Episodi di Baby Boss - Di nuovo in affari (quarta stagione)
La quarta stagione di Baby Boss - Di nuovo in affari negli USA è stata distribuita il 17 novembre 2020 su Netflix.
In Italia è stata distribuita su Netflix dal 17 novembre 2020.
| Nº | Nº | Titolo originale              | Titolo italiano               | Prima TV USA     | Prima TV Italia  |
| -- | -- | ----------------------------- | ----------------------------- | ---------------- | ---------------- |
| 38 | 1  | Yellow 100                    | Giallo 100%                   | 17 novembre 2020 | 17 novembre 2020 |
| 39 | 2  | Pyg & Tam                     | Pyg & Tam                     | 17 novembre 2020 | 17 novembre 2020 |
| 40 | 3  | Conference Room B             | Sala conferenze B             | 17 novembre 2020 | 17 novembre 2020 |
| 41 | 4  | Game Plan                     | Schema di gioco               | 17 novembre 2020 | 17 novembre 2020 |
| 42 | 5  | Night Owls                    | Una notte da gufi             | 17 novembre 2020 | 17 novembre 2020 |
| 43 | 6  | OCB                           | BCE                           | 17 novembre 2020 | 17 novembre 2020 |
| 44 | 7  | Chicago                       | Chicago                       | 17 novembre 2020 | 17 novembre 2020 |
| 45 | 8  | Baby Boss                     | Piccolo Boss                  | 17 novembre 2020 | 17 novembre 2020 |
| 46 | 9  | Boom Baby                     | Baby boom                     | 17 novembre 2020 | 17 novembre 2020 |
| 47 | 10 | The Fumbling of Football Mike | Alla ricerca di Football Mike | 17 novembre 2020 | 17 novembre 2020 |
| 48 | 11 | Teambuilding                  | Ricomporre la squadra         | 17 novembre 2020 | 17 novembre 2020 |
| 49 | 12 | Theo 100                      | Theodore 100%                 | 17 novembre 2020 | 17 novembre 2020 |